# Tabanus subrusscetus
Tabanus subrusscetus är en tvåvingeart som beskrevs av Wang 1982. Tabanus subrusscetus ingår i släktet Tabanus och familjen bromsar. Inga underarter finns listade i Catalogue of Life.